# Clostridium bifermentans
Clostridium bifermentans è una specie di batterio appartenente alla famiglia delle Clostridiaceae.